# 지평리 전투
지평리 전투(砥平里戰鬪)는 1951년 2월 13일부터 2월 16일까지 경기도 양평군 지평면 지평리 일대에서 원형 방어진지를 구축한 미국 제2보병사단 제23연대에 배속된 프랑스 대대가 제39군과 3일간 벌인 격전이었다. 3일 동안 완전히 포위된 미군 23RCT와 프랑스 대대는 포위 3일째인 2월 16일에 미국 제1기병사단 제5기병연대 3대대를 주축으로 편성된 크롬베즈 특별임무부대에 의해 구출되었고, 중국군은 큰 피해를 입고 철수했다.

## 배경
1950년 10월, 중화인민공화국의 중국인민지원군이 한국전쟁에 개입하면서 1.4 후퇴와 장진호 전투로 대표되는 참담한 후퇴를 겪어야 했던 유엔군은 평택-원주-삼척 선에서 전열을 정비하고 1951년 2월부터 반격에 들어갔다. 선더볼트 작전, 라운드업 작전, 킬러 작전, 리퍼 작전, 러기드 작전 그리고 돈틀리스 작전 등으로 진행된 반격 작전은 이전과 달리 산악 지형을 이용한 중국군의 우회 및 포위 섬멸 전술을 염두에 두고 종방향으로 진격이 아닌 횡방향의 연결을 중요시하여 한 번에 최대한 멀리 가는 것이 아니라 인접 부대의 진격 속도에 맞추어 모든 전선에서 천천히 진격하는 형태로 진행되었다.
이런 유엔군의 반격 작전에 공산측은 2월 11일에 2월 공세로 화답했다. 수원 - 이천 - 원주 - 강릉까지 진격해 있던 중국군은 유엔군이 울프하운드 작전과 썬더볼트 작전으로 한강을 회복하고, 다시 라운드업 작전을 개시하자 횡성군과 홍천군 사이 삼마치 고개 및 지평리로 대규모 공격을 감행한 것이다. 중국군은 지평리에 주둔하고 있던 유엔군을 몰아낸 다음 남한강을 도하하여 서울 남쪽으로 진출하고자 했다.
삼마치 고개에 진출했던 한국군 및 미국군은 중국군의 공격을 버텨내지 못하고 후퇴했고, 2월 초 미 제9군단의 우측방을 엄호하기 위해 지평리에 진주한 미국 23 연대 전투단의 방어 진지는 견부진지(肩部陣地)로 남게 되었다. 지평리에 남게 된 23연대 전투단(23RCT)은 라운드업 작전을 위해 편성된 전투단으로, 중국군을 끌어내기 위한 미끼 역할을 하게 되었다. 중국군은 그 미끼를 물었던 것이다.
지평리의 23연대 전투단은 미국 2 보병사단 23연대와 23연대에 배속된 프랑스 대대를 주축으로 미국 37포병대대, 미국 82방공포대대 B포대, 미국 503포병대대 B포대가 연대전투단으로 편성되어 있었다. 중국은 이 지평리에 39군 예하 3개 사단을 투입했다. 좌우 인접 부대가 모두 철수하는 바람에 고립 상태가 된 23연대전투단의 철수를 미국 10군단이 8군 사령부에 요청했으나, 매슈 리지웨이 8군 사령관은 진지 사수를 명령했다. 23연대전투단은 1.6km 길이의 원형 방어진지를 구축했으며, 북쪽에 1대대, 동쪽 3대대, 남쪽 2대대, 서쪽 프랑스 대대를 배치하여 전투에 대비했다.

## 전투 경과

### 지평리
2월 13일 저녁, 중국군 2개 사단이 전방 2개 대대에 8차례에 걸친 파상 공격을 해왔으나, 미군은 이를 모두 격퇴했다. 이 날 전투 중에 폴 프리먼 23연대장은 부상을 입었으나 후송을 거부하고 계속 전투를 지휘했다.
다음 날 미국은 공중보급으로 지평리의 미국군 및 프랑스군에게 필요한 물자를 보급했으며 중국군은 유엔군의 공군력 때문에 낮에는 숨어서 대기했다. 이날은 리지웨이 사령관이 직접 헬기편으로 연대를 방문하여 연대원들을 격려하기도 했다.
2월 14일 저녁 7시, 중국군은 4개 사단 규모의 병력으로 다시 일제 공격을 시작했고, 중국군 1개 연대 병력이 방어선을 돌파했고, 진지 내에서 백병전이 벌어졌으나, 미군 및 프랑스군은 끝내 진지를 사수했고 중국군은 새벽녘에 다시 철수했다. 이 무렵 후방에서는 미국 제1기병사단 제5기병연대(연대장 마르셀 G. 크롬베즈 대령, Marcel G. Crombez)를 주축으로 한 구조대(크롬베즈 특임대)가 편성되고 있었다.

### 크롬베즈 구조대
2월 14일, 크롬베즈 대령의 5기병연대는 기본 보병 3개 대대에 의무중대, 전투공병중대, 자주포를 장비한 2개 야전포병대대, 2개 중전차 소대와 추가로 전차중대를 배속받았다. 전차대는 6전차대대 D중대와 70 전차대대 A중대로 편성되었는데, 6전차대대 D중대는 본래 1기병사단 소속이 아니었으나 가장 가까운 곳에 배치되어 있던 전차중대여서 5기병연대에 배속되었다. 6대대는 M46 패튼을 장비했으며, 70전차대대는 M4A3를 장비하고 있었다. 어둠이 깔릴 즈음 5기병연대는 진격을 개시했으나 부서진 다리때문에 진격이 멈추었고, 배속된 전투공병중대가 급히 교량 복구에 투입되었다. 나머지 병력은 적의 공격에 대비해 방어진형을 갖추었다.
2월 15일 아침, 크롬베즈 대령은 1대대를 우측 산지로, 2대대는 좌측 산지를 장악하도록 지시하여 두 대대는 중국군과 치열한 교전을 벌였다. 두 대대의 임무는 도로 양측면의 산악지대를 장악하여 도로의 안전을 확보하는 것이었다. 중국군의 반격은 매우 거셌고, 2개 포병대대가 작전을 지원했다. 미국의 정찰기는 교전 중인 두 대대의 북쪽에 중국군 대부대가 있다고 보고했다.
전투는 오전 내내 계속되었고, 크롬베즈 대령은 기갑병력만이 적의 점령지역을 관통하여 지평리에 도착할 수 있다고 판단했다. 이 무렵 프리먼 대령은 부상이 악화되어 결국 후송되어 연대는 2대대장 에드워드 중령이 지휘하고 있었다. 크롬베즈 대령은 연대에 배속된 전차 23대를 진격대열에서 분리하고 L중대 165명과 공병 일부를 전차에 탑승시켜 지평리로 곧장 진격하라고 명령했다. 작전에 앞서 크롬베즈 대령은 헬리콥터로 진격로를 직접 점검했다. 원래 계획은 앰불런스 및 보급품을 실은 트럭들이 함께 진격하는 것이었으나 크롬베즈 대령은 도로 사정상 그것이 불가능하다고 판단했고, 결국 보병을 태운 전차부대만 우선 진격하기로 했다. 구급차 및 보급품 트럭은 도로 사정이 괜찮아지면 그때 불러들이기로 했다. 공격제대는 M-46을 갖춘 6전차대대 D중대가 선두에서 진격하고, M4A3를 장비한 70전차대대 A중대가 뒤따랐다.
2월 15일 15시, 공격대는 공격준비를 서둘렀다. 전투공병 4명이 2번째 전차에 올라탔으며, 160명의 L중대원이 15대의 전차에 분산 탑승했다. 15시 45분, 부대는 공격에 나섰다. 전차 간 간격은 13m(15야드)를 유지했다.

## 결과
지평리 동쪽에서 국군 5 사단 및 8사단을 붕괴시킨 중국군의 4차 공세는 결국 지평리에서 23연대 및 프랑스 대대의 치열한 저항과 후방의 화력 지원, 그리고 중국군 자체의 문제로 인해 결국 중국군은 목표를 달성하지 못하고 물러서게 되었다. 중국군의 주요 패배 원인은 다음과 같다.
1. 화력의 열세
2. 5개 사단에서 동원된 6개 연대를 통합한 지휘 체계 부재
3. 또한 각 연대는 연대 자체 계획에 따라 중대급 병력을 축차 투입하면서 병력 우세를 적절히 활용하지 못함

## 현재
본 전투를 기념한 전적비가 지평역 옆과 지평양조장 곳에 각각 세워져 있다. 지평리에 전투기념관이 있다.

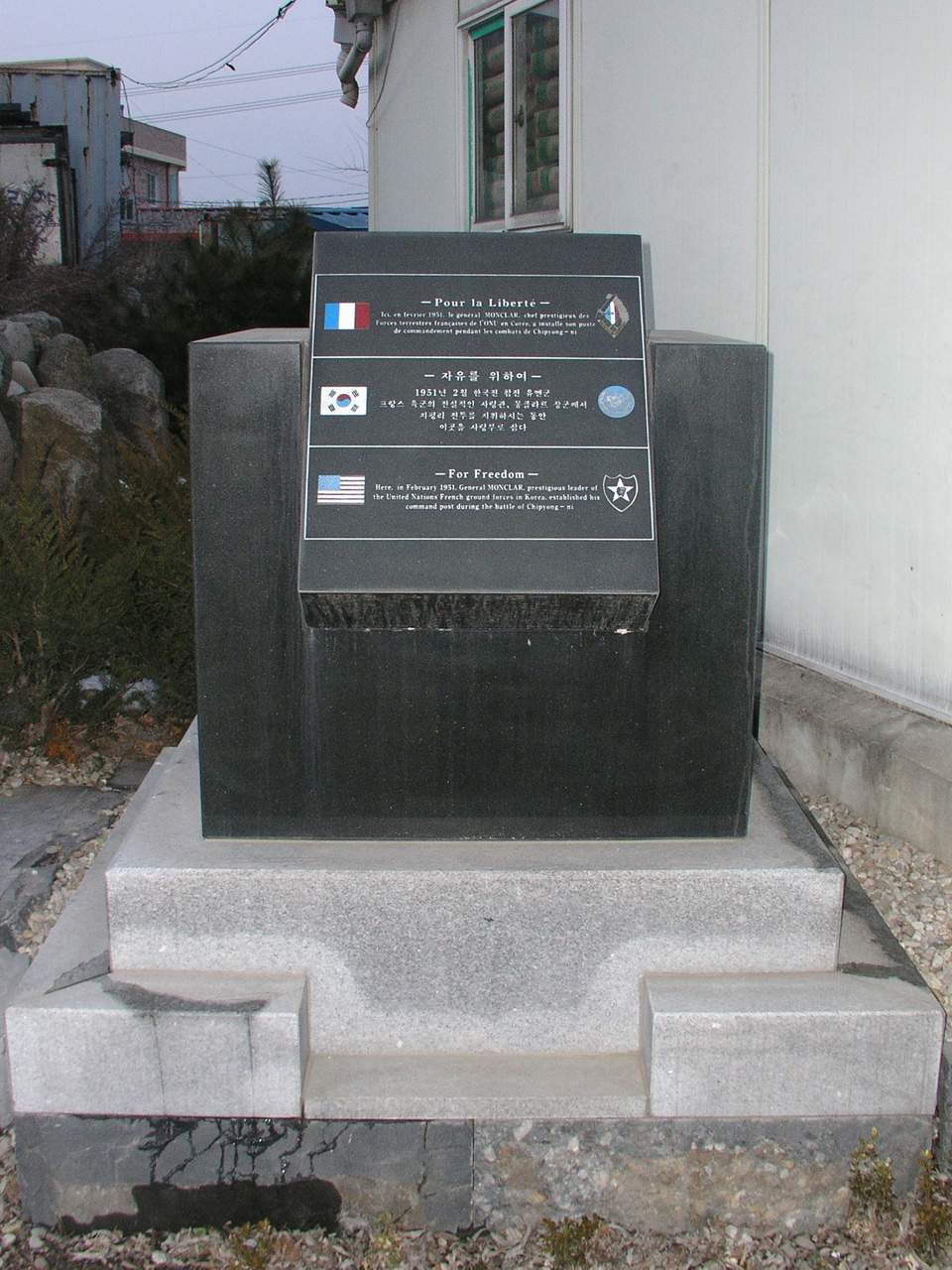
지평양조장 옆의 전투전적비
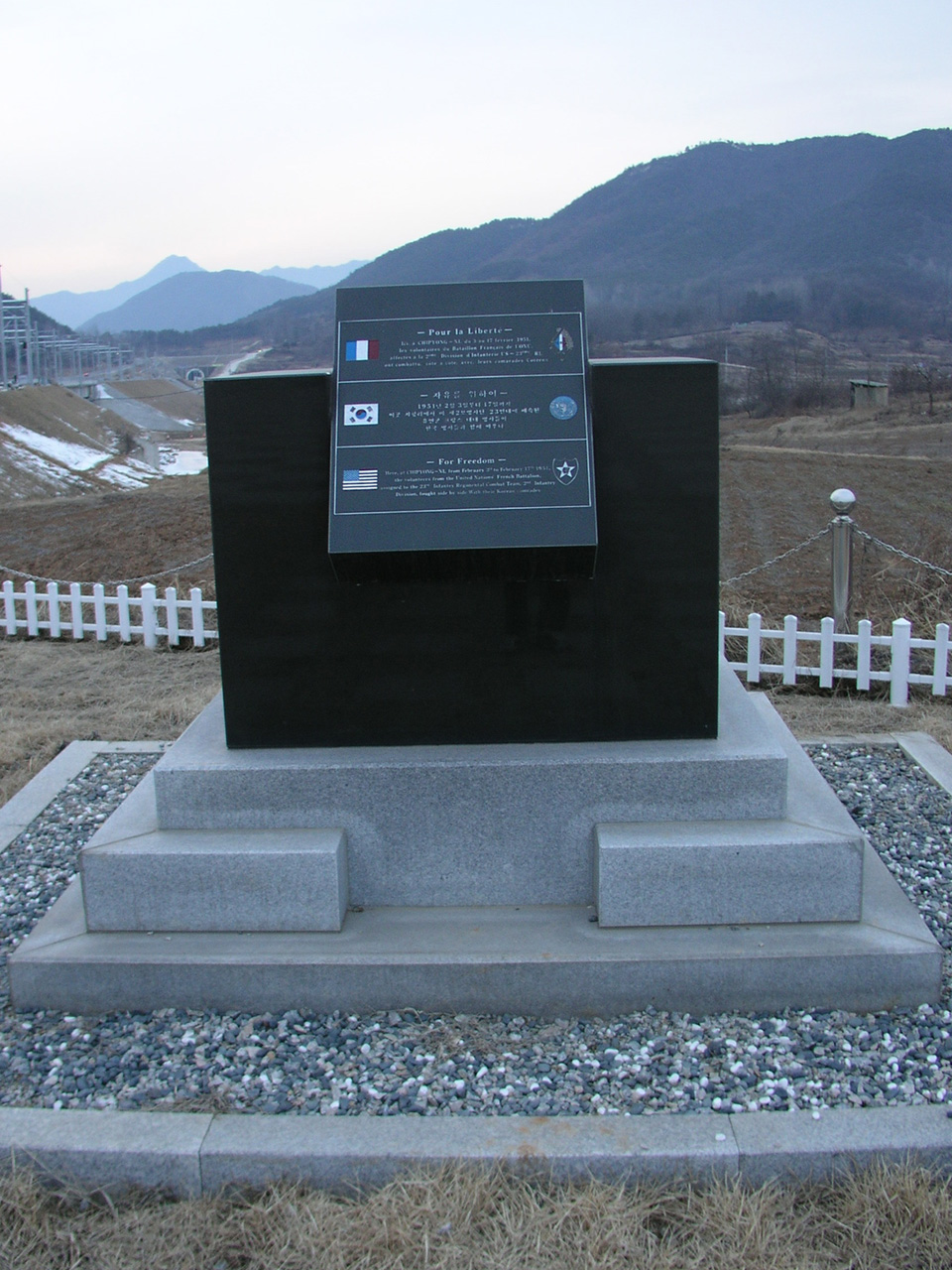
지평역 옆의 전투전적비
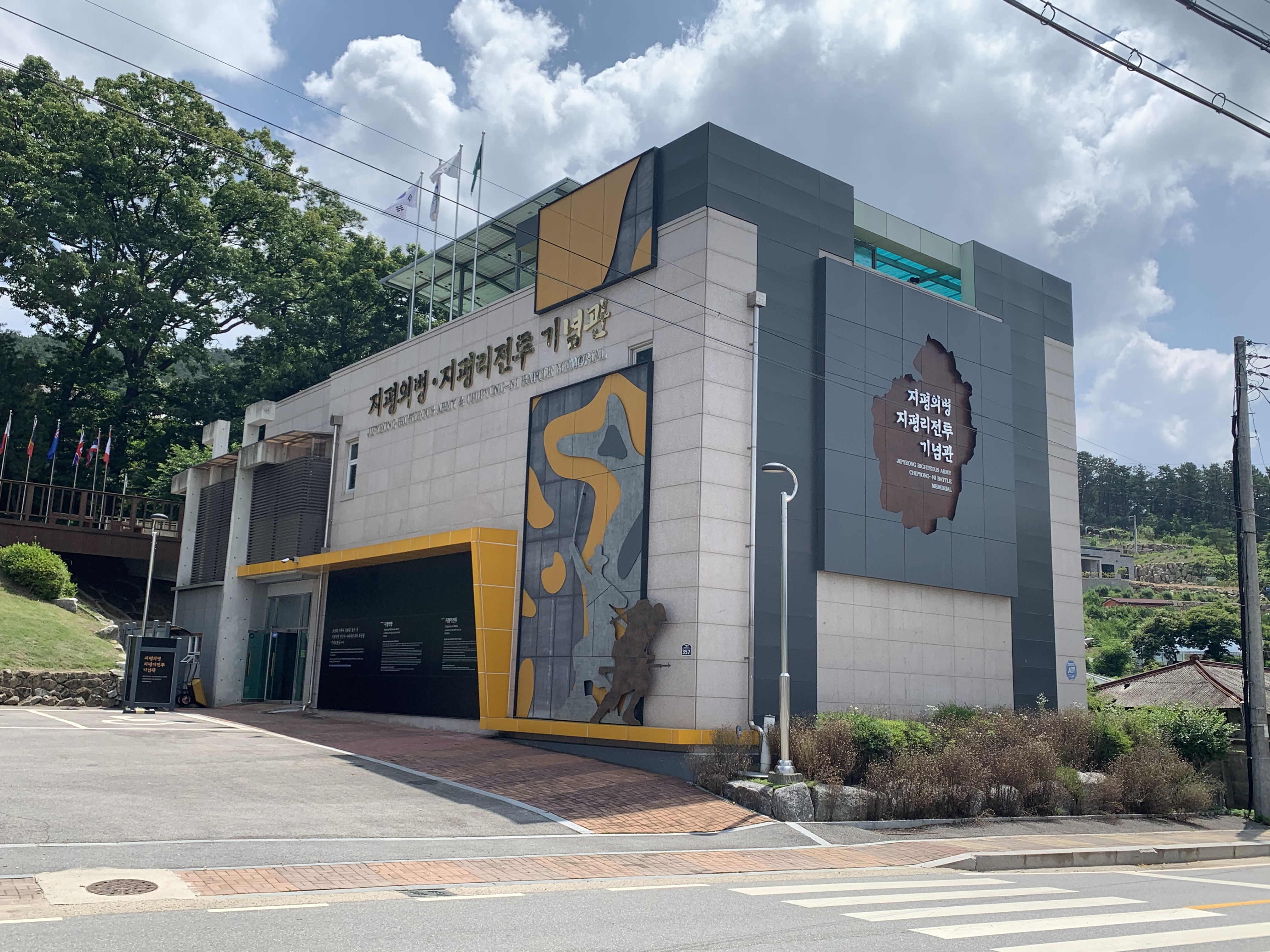
지평의병 지평리 전투 기념관

## 같이 보기
- 프랑스 대대
- 제2보병사단 (미국)
- 중공군 춘계공세